# Türkisch für Anfänger
Türkisch für Anfänger ist eine Fernsehserie der ARD. Sie umfasst drei Staffeln, die in Deutschland zwischen dem 14. März 2006 und dem 12. Dezember 2008 zum ersten Mal ausgestrahlt wurden. Bis heute lief „Türkisch für Anfänger“ in rund 70 Ländern, darunter in den Niederlanden, Österreich, der Schweiz, Ungarn, Frankreich, Spanien und Russland. In Schweden wird die Serie teilweise im Deutschunterricht an Schulen verwendet.

## Handlung

### Staffel 1
Die 16-jährige Lena Schneider wohnt mit ihrem Bruder Nils und ihrer Mutter Doris, einer Therapeutin, zusammen. Doris hat sich in den türkischen Kriminalkommissar Metin Öztürk verliebt, und die beiden beschließen zusammenzuziehen. Das bedeutet für Lena, dass sie mit ihren neuen Geschwistern Cem, einem klischeehaften Macho, und Yağmur, einer strenggläubigen Muslima, zurechtkommen muss. Ihre Probleme bespricht sie zunächst nur per Videobotschaft mit ihrer Freundin Kathi, die für ein Jahr an einem Schüleraustausch in den USA teilnimmt.
Im Laufe der Zeit freundet sich Lena mit ihrer neuen Familie an und findet zudem einen guten Freund in Doris’ Patienten Axel Mende, der Vollwaise ist. Dieser verliebt sich in Lena, und nach einigen Komplikationen werden die beiden ein Paar.
Inzwischen hat Cem sich in seine Stiefschwester verliebt, und er versucht, einen Keil zwischen Axel und Lena zu treiben. Nach einer Weile entwickelt Lena ebenfalls Gefühle für Cem. Als Axel dies herausfindet, stürmt er davon, wird von einem Fahrradfahrer angefahren und dabei schwer verletzt. Lena und Cem, die währenddessen zueinandergefunden haben, erfahren davon. Lena macht sich Vorwürfe und denkt, dass er versucht habe, sich das Leben zu nehmen, weil sie nicht mehr mit ihm zusammen sein wollte. An Axels Krankenbett schwört sie daraufhin, für immer bei ihm zu bleiben. Axel durchschaut den Irrtum, klärt Lena aber nicht darüber auf, dass es sich um einen Unfall gehandelt hat. Währenddessen kommt Doris’ Vater Hans-Hermann Schneider (genannt „Hermi“) zu Besuch, worüber Doris nicht erfreut ist. Als sie erfährt, dass ihr Vater aufgrund von Insolvenz seine geliebte Knopffabrik und auch sein Zuhause verloren hat, lässt sie ihn bei den Schneider-Öztürks einziehen.

### Staffel 2
Zu Beginn der zweiten Staffel stellt sich heraus, dass Nils hochbegabt ist, und er kommt auf ein Internat für Hochbegabte in der Schweiz. Axels Lüge fliegt unterdessen auf, und Lena trennt sich von ihm. Einige Missverständnisse verhindern, dass Lena und Cem zusammenkommen.
Lena erfährt von ihrer Mutter Doris, dass Cem noch Jungfrau ist, und freut sich darüber. Von Costa erfährt sie bald darauf, dass Cem, um seine Jungfräulichkeit zu verlieren, mit einer Prostituierten geschlafen habe. Lena schläft daraufhin mit Axel, obwohl sie nicht mehr mit ihm zusammen ist. Cem versucht, dies in letzter Sekunde zu verhindern, es gelingt ihm nicht. Er klärt Lena darüber auf, dass er nicht mit der Prostituierten geschlafen habe, um auf sie zu warten. Er kann ihr nicht verzeihen, dass sie mit Axel geschlafen hat. Er kommt kurze Zeit darauf mit der Pfarrerstochter Ulla Jamuschke, die eine Klassenkameradin und gute Freundin von Lena ist, zusammen.
Metin plant einen Heiratsantrag für Doris. Diese möchte aber erst ihr „Trauma“ überwinden, bevor sie heiraten können. Als Doris’ Ex Markus, der Vater von Lena und Nils, das herausfindet, reist er nach Deutschland, um die Hochzeit zu verhindern. Er sabotiert die Beziehung von Doris und Metin, und es kommt zum Streit zwischen den beiden, sie vertragen sich aber wieder. Markus sieht ein, dass seine Bemühungen umsonst sind, und vermählt Doris und Metin schamanisch.
Zwischenzeitlich trennen sich Cem und Ulla wieder, weil Markus Ulla durch eine List glauben macht, Lena und Cem hätten miteinander geschlafen. Daraufhin kommen Cem und Lena kurzzeitig wieder zusammen.
Doris’ Schwester Diana unterrichtet mittlerweile an Lenas Schule und unterstützt die Multikulti-Familie tatkräftig in allen Lebenslagen. Unter anderem auch Yağmur, die ihren Glauben zu überdenken beginnt und von einem heimlichen Verehrer umgarnt wird. Nach mehreren Folgen findet Yağmur heraus, dass es sich um Cems griechischen Freund Costa handelt, lehnt diesen erst einmal ab, fühlt später aber auch Zuneigung zu ihm. Dies wird besonders dadurch deutlich, dass Costa nicht stottert, wenn er Yağmurs Hand hält – wie Magie. Als auffliegt, dass Yağmur und Costa ein Paar sind, werden Metin und Cem fuchsteufelswild. Metin droht Costas Eltern, sie sollten ihren Sohn von Yağmur fernhalten, oder er werde ihn für seine unzähligen Kleinverbrechen verhaften lassen. Am Ende der letzten Folge versuchen Yağmur und Costa nach Griechenland zu fliehen, werden allerdings in letzter Sekunde an der Tankstelle erwischt.
Lena bringt Cem und Ulla wieder zusammen, Metin und Doris haben geheiratet, Nils kommt für die Hochzeit aus dem Internat zu Besuch, Diana und Markus bändeln miteinander an und auch Axel kommt aus Australien, wo er kurze Zeit gelebt hat, zur Hochzeit, da er sich aufgrund von betrübten E-Mails Sorgen um Lena gemacht hat.

### Staffel 3
Seit der zweiten Staffel sind drei Jahre vergangen. Katharina Kuhn, die Freundin von Lena, ist aus den USA zurückgekommen. Cem hat sich inzwischen von Ulla getrennt und ist im Abitur durchgefallen, während Lena sich von Doris zu einem Maschinenbaustudium in Braunschweig überreden lässt. Nach einem Jahr wird sie jedoch gefeuert, weil sie keine Ahnung davon habe und viel zu kreativ sei. Sie kehrt eines Nachts vollkommen pleite und fertig mit den Nerven zu ihrer Familie zurück, traut sich jedoch nicht, Doris zu beichten, dass sie ihr Studium abgebrochen hat. Cem lügt indes seiner Familie vor, er gehe auf eine neue Schule und fälscht dafür sein Halbjahreszeugnis. Nach kurzer Zeit fliegen die Lügen von Cem und Lena auf, und die beiden sind gezwungen, sich zu überlegen, welche Wege sie nun gehen wollen. Lena startet mit vollem Elan; sie bewirbt sich für ein Praktikum bei einer Jugendzeitschrift und kämpft gegen ihre beste Freundin Kathi um ein Volontariat.
Cem geht einige berufliche Irrwege. Zunächst hat er den Traum, Rapper zu werden, ehe er ein Praktikum bei der Polizei beginnt. Dieses endet unschön: Cem versucht, seinem Vater klarzumachen, dass seine Kollegen Nazis seien – wobei er sich irrt –, und das Ganze endet mit einem SEK-Einsatz im Hause Öztürk-Schneider. Als Strafe soll Cem die Asservatenkammer aufräumen. Stattdessen verkauft er die beschlagnahmten Gegenstände und blitzt zusammen mit seinem besten Freund Costa, als Polizist verkleidet, Raser – bis Metin in die Radarfalle tappt. Inzwischen sind Cem und Lena wieder zusammen, und Lena macht Cem klar, dass er sich endlich einen Job suchen solle. Für einen Tag arbeitet Cem dann in einer Imbissbude. Durch diesen Job kommt er dazu, gemeinsam mit seiner Großmutter und Costa Klamotten zu fälschen. Auch diese kriminellen Machenschaften fliegen auf: Costa und Cem müssen Sozialstunden im Altenheim ableisten.
Währenddessen kämpft Doris gegen das Altwerden, was für Metin nicht verständlich ist. Sie lässt sich sogar Botox spritzen, um attraktiv zu bleiben, was bei Metin jedoch nicht die gewünschte Wirkung bringt. Als Doris noch ein Kind mit Metin will, dieser Wunsch aber nicht erfüllt werden kann, da ihre Wechseljahre begonnen haben, lernt sie, sich mit ihrem Alter zu arrangieren.
Yağmur und Costa trennen sich zum Anfang der Staffel, finden jedoch wieder zueinander. Das Thema Sex und Religion sorgt aber weiterhin für Streit in ihrer Beziehung. Erst als Costa um Yağmurs Hand anhält und Costa Karriere als Modedesigner macht, finden die beiden harmonisch zusammen.
Unterdessen wird Opa Hermi schwer krank und ein Pflegefall. Lena und Cem führen ebenfalls eine Beziehung, die sich aber als nicht ganz einfach herausstellt, da die beiden grundverschieden und sehr temperamentvoll sind. Sie reißen sich doch noch zusammen, und Lena wird von Cem schwanger. Cem glaubt erst, das Kind sei von Mark, der bei Metin eine Ausbildung zum Polizisten macht, da Lena behauptet, dass sie sich mehr als nur geküsst hätten. Danach will Lena abtreiben, doch ihr Großvater hält sie in einem Telefonat davon ab, unmittelbar bevor er stirbt. Cem will Lena schließlich mit dem vermeintlich fremden Kind helfen und erfährt dabei, dass er der Vater ist. Als die beiden es Metin und Doris mitteilen wollen, schaut sich die Familie das Abschiedsvideo von Opa Hermi an. Darin sagt er, dass seine Asche zu einem Diamanten gepresst werden soll, den sein Urenkel, das Kind von Lena und Cem, das in neun Monaten geboren wird, erhalten soll. Doris mischt sich daraufhin in die Schwangerschaft ein, und die Stimmung zwischen Mutter und Tochter ist einmal mehr gespannt. Aber Mutter und Tochter versöhnen sich wieder. Lena wird vorübergehend Chefredakteurin der Jugendzeitschrift, während Cem sich um den Haushalt kümmert. Nachdem er durch Zufall im Altenheim Geld gefunden und damit einen früheren Bankraub aufgeklärt hat, darf er auf Einladung des Polizeipräsidenten auch ohne Abitur an der Polizeiprüfung teilnehmen. Doch Metin und Doris meinen, dass Lena besser Karriere machen kann und Cem deswegen Hausmann werden soll. Lena schmeißt den Job, Cem macht die Prüfung, besteht mit 51 Prozent und wird Polizist. Mehrere Monate später wird das Kind geboren, ein Junge.
Die Serie endet mit einem Familienfoto, das Lena mit den Worten kommentiert, sie seien endlich eine richtige Familie geworden.

## Figuren
Beschreibungen der Figuren aus „Türkisch für Anfänger“, geordnet nach Anzahl der Szenen.

### Hauptfiguren
Lena Schneider  (Josefine Preuß)

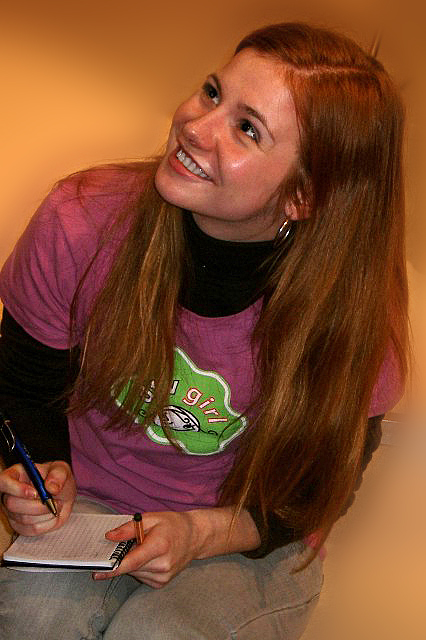
Josefine Preuß spielt Lena Schneider

Helena Claudette „Lena“ Schneider ist die Hauptfigur der Serie. Lena hat ihren eigenen Kopf und kann oft sehr kompliziert sein. Sie wurde in Südamerika geboren und ging im Kleinkindalter mit ihrer Mutter und ihrem Bruder Nils zurück nach Deutschland, da diese sich von Lenas Vater Markus trennte. Lena wurde von ihrer Mutter sehr offen erzogen und hatte eine unbeschwerte Kindheit ohne Regeln, was sie später allerdings selber nicht für gut hält.
Als Lena erfährt, dass ihre Mutter mit Metin Öztürk zusammenziehen will, findet dies nicht ihren Beifall. Mit der strenggläubigen Muslima Yağmur muss sie sich ein Zimmer teilen, und mit Yağmurs Machobruder Cem kommt Lena zu Beginn nicht besonders gut zurecht. Lena hat ihre erste Beziehung mit Axel, den sie in ihrer neuen Schule kennenlernt. Ihr Herz gehört allerdings Cem, in den sie sich später verliebt.
Nach einem erfolgreichen Abitur beginnt Lena, überredet von ihrer Mutter, ein Maschinenbaustudium in Braunschweig, das sie nach neun Monaten abbricht. Sie beginnt daraufhin zusammen mit ihrer besten Freundin Kathi ein Praktikum mit anschließendem Volontariat bei einer Lifestylezeitschrift. Lena wird am Ende der Serie von Cem schwanger. Sie gibt ihren Job auf und bekommt einen Sohn.
Cem Öztürk (Elyas M’Barek)

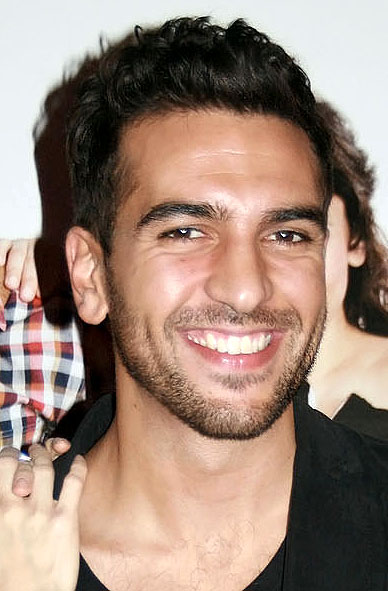
Elyas M’Barek spielt Cem Öztürk

Cemil „Cem“ Öztürk ist der Machotürke in der Familie Schneider-Öztürk. Am Anfang der Serie war er kurzzeitig mit Ching zusammen, in der zweiten Staffel führt er eine Beziehung mit Ulla. Am Ende der ersten Staffel ist er außerdem mit seiner Stiefschwester Lena zusammen. Seit dem Förderunterricht für Schüler mit Migrationshintergrund in der achten Klasse ist Costa sein bester Freund. Beim Abitur fällt Cem durch und versucht sich anschließend als Rapper. Nach einem abgebrochenen Praktikum bei der Polizei fälscht er gemeinsam mit seiner Oma und Costa gewerblich Markenkleidung und wird mit Sozialstunden im Altersheim bestraft. Nach vielem Hin und Her kommt er mit seiner großen Liebe und Stiefschwester Lena zusammen. Er bekommt mit ihr einen Sohn und beginnt eine Ausbildung als Polizist.
Dr. Doris Schneider (Anna Stieblich)
Dr. Doris Schneider, Lenas und Nils’ Mutter, ist Psychotherapeutin und kann nicht kochen. Sie versucht, die Erziehung ihrer Kinder möglichst ohne Regeln zu gestalten, damit ihre Kinder sie als Freundin und nicht als Mutter ansehen. Nach diversen Beziehungen, auch mit Markus, hat sie mit Metin Öztürk ihre große Liebe gefunden, den sie nach schamanischen Ritualen heiratet. Mit ihrem Vater Hermi hatte Doris immer ein sehr angespanntes Verhältnis; dieser bevorzugte immer seine Tochter Diana. Erst in den letzten Tagen vor seinem Tod beginnt sie, indem sie ihn pflegt, eine Beziehung zu ihrem Vater aufzubauen, und gesteht sich ein, dass sie ihn doch braucht. Zu ihrer Schwester Diana hat sie ein gespaltenes Verhältnis: Sie gehen einerseits durch dick und dünn zusammen, andererseits hasst Doris Diana dafür, dass diese so hübsch, weiblich und die Lieblingstochter ist. Doris will noch ein Kind mit Metin bekommen, allerdings geht dieser Wunsch wegen ihrer bereits eingetretenen Menopause nicht in Erfüllung.
Yağmur Öztürk (Pegah Ferydoni)
Yağmur ist eine strenggläubige Muslima. Nachdem ihre Mutter gestorben ist, versucht Yağmur, den Glauben ihrer Mutter in sich weiterleben zu lassen, um so ihrer Mutter nahe zu sein. Am Anfang der Serie noch viel verschlossener, trägt Yağmur das Kopftuch noch jeden Tag, legt es aber schließlich ab. Yağmur verliebt sich in den Griechen Costa; bedingt durch ihr Verständnis des Islam will sie ihre Gefühle anfangs nicht wahrhaben. Sie kommt doch mit ihm zusammen, und beide wollen heiraten. Trotzdem bleibt sie ihrer Religion treu: Sie will keinen Geschlechtsverkehr vor der Ehe haben und für Costa die Hausfrau und Mutter ihrer Kinder sein. Am Ende besteht sie ihr Abitur und beginnt eine Ausbildung als Dolmetscherin. Sie arbeitet für Costas Modeunternehmen und übersetzt türkische Texte für den Bundestag.
Metin Öztürk (Adnan Maral)

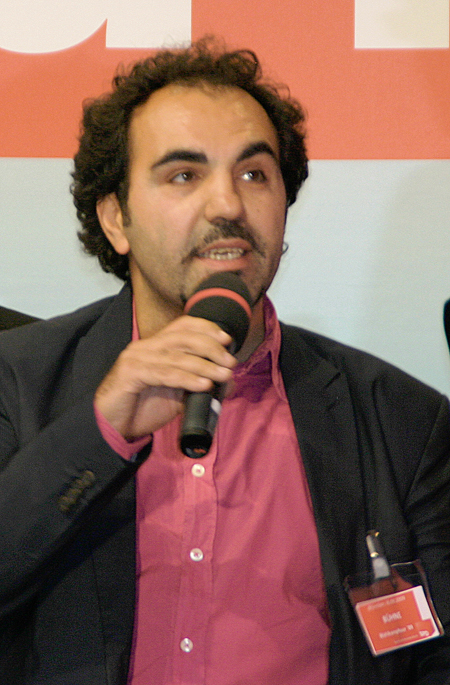
Adnan Maral spielt Metin Öztürk

Metins erste Ehefrau ist gestorben, seither ist er alleinerziehender Vater seiner Kinder Yağmur und Cem. Er findet seine große Liebe Doris und zieht mit der deutschen Familie zusammen. Im zweiten Staffelfinale heiratet er Doris. Metin ist Kriminalkommissar. Trotz seiner türkischen Herkunft wirkt er „sehr deutsch“ – deutsche Werte und Gesetze sind ihm sehr wichtig. Er ist ein Romantiker und versucht stets ein guter Vater und (Ehe-)Mann zu sein.
Costa Papavassilou (Arnel Tači)
Costa ist Grieche. Er stottert und ist der beste Freund des Türken Cem. Costa war es sehr lange nicht bewusst, dass er stottert; als er darüber aufgeklärt wird, wird er von Selbstzweifeln geplagt und fällt in eine Krise. Costa verliebt sich in Yağmur, und obwohl diese zunächst nichts von ihm wissen will, gibt er nicht auf und kämpft weiter um ihre Zuneigung. Als Costa auf wundersame Weise aufhört zu stottern, wenn er Yağmur berührt, merkt Yağmur, dass sie zusammengehören. Costa wird allerdings wegen seines kriminellen Hintergrundes von seinem Vater auf ein Internat geschickt, kommt zwei Jahre später mit seinem Abitur zurück nach Deutschland und verlobt sich mit Yağmur. Nachdem er eine Kneipe eröffnet und nach deren Misserfolg wieder geschlossen hat, entwickelt er seine eigene Streetwear-Modelinie.
Diana Schneider (Katharina Kaali)
Diana Schneider ist Englisch- und Mathematiklehrerin ihrer Nichte Lena sowie von Cem und Costa. Nachdem sie von mehreren Männern enttäuscht worden ist, will sie endlich den Richtigen finden. Diana ist sehr romantisch veranlagt und immer das Lieblingskind ihres Vaters Hermi gewesen. Daher hat Diana anfangs kein sehr gutes Verhältnis zu ihrer Schwester Doris, die eifersüchtig auf sie ist.
Axel Mende (Axel Schreiber)
Axel Mendes Eltern sind bei einem Autounfall ums Leben gekommen, wodurch Axel zu Doris in Therapie kommt. Als deren Tochter Lena zu Axel in die Klasse kommt, wirft er sofort ein Auge auf sie und nutzt die Verbindung zu Dr. Doris Schneider aus, um sie besser kennenlernen zu können. Er verliebt sich in sie, und die beiden werden ein Paar. Als er merkt, dass Lena nicht mehr ihn, sondern Cem liebt, nutzt Axel den Umstand aus, dass er von einem Fahrrad angefahren worden ist, und lässt dies als Suizidversuch erscheinen. Als diese Lüge enttarnt wird, trennt Lena sich von ihm. Später berichtet Axel Lena, dass das Jugendheim seine Tante ausfindig gemacht hat und er zu ihr nach Australien ziehen will. Aus Frust über Cem erlebt Lena an diesem Tag mit Axel ihr erstes Mal. Zu Doris’ und Metins Hochzeit kommt Axel noch einmal zu Besuch.
Hans-Hermann Schneider †  (Carl Heinz Choynski)
Hans-Hermann Schneider, kurz „Hermi“, ist der Vater von Doris und Diana und somit der Großvater von Lena und Nils. Er besitzt eine ehemals erfolgreiche Knopffabrik. Nachdem er mit seinem Unternehmen Insolvenz anmelden musste, sucht er Obdach bei seiner Tochter Doris, die nicht das beste Verhältnis zu ihrem Vater hat, da er immer Diana bevorzugte. Der ehemalige Nationalsozialist ist nicht sehr begeistert vom Zusammenleben mit den Türken; seine rassistischen Bemerkungen während der Serie sind ein Running-Gag. Yağmur hat ihn auf Anhieb sehr gerne, obwohl er sie anfangs für Doris’ Putzfrau hält, weil er glaubt, seine Tochter wäre immer noch mit Markus zusammen. Nach einem kurzzeitigen Altersheimbesuch verliebt sich Hermi in die Jüdin Esther Rosenstein und erlebt einen späten Frühling, als die beiden ein Paar werden. Kurze Zeit nach dem Geschlechtsverkehr erleidet Hermi einen Herzinfarkt. Hermi ist nun auf die Hilfe seiner Tochter Doris angewiesen. Durch die tägliche Pflege lernt Doris die positiven Seiten ihres Vaters kennen. Nach wenigen Tagen stirbt Hermi im Hause Öztürk-Schneider, nachdem er kurz vorher telefonisch verhindert hat, dass seine Enkeltochter ihr Kind abtreibt.
Katharina Kuhn  (Cristina do Rego)
Die Figur Katharina „Kathi“ Kuhn ist zwar von Anfang an Teil der Serie, tritt allerdings nie persönlich in Erscheinung, sondern nur durch Videos, die Lena für ihre Freundin während deren Auslandsaufenthaltes dreht. Erst in Staffel 3 tritt Kathi selbst auf. Kathi und Lena können zusammenhalten wie Pech und Schwefel, auch wenn sie sich des Öfteren streiten bzw. gestritten haben. Nachdem Kathi ihr Praktikum bei Außenminister Frank-Walter Steinmeier abgebrochen hat, indem sie, mit Angela Merkel in der Leitung, ihr Handy aus dem Fenster geworfen hat, beginnt sie zusammen mit Lena ein Volontariat bei einem Lifestyle-Magazin. Kathi ist in den Polizisten Mark verknallt, sie kommen allerdings nicht zusammen, denn Mark fühlt sich mehr zu Lena hingezogen, die jedoch nichts für ihn übrig hat.
Nils Schneider  (Emil Reinke)

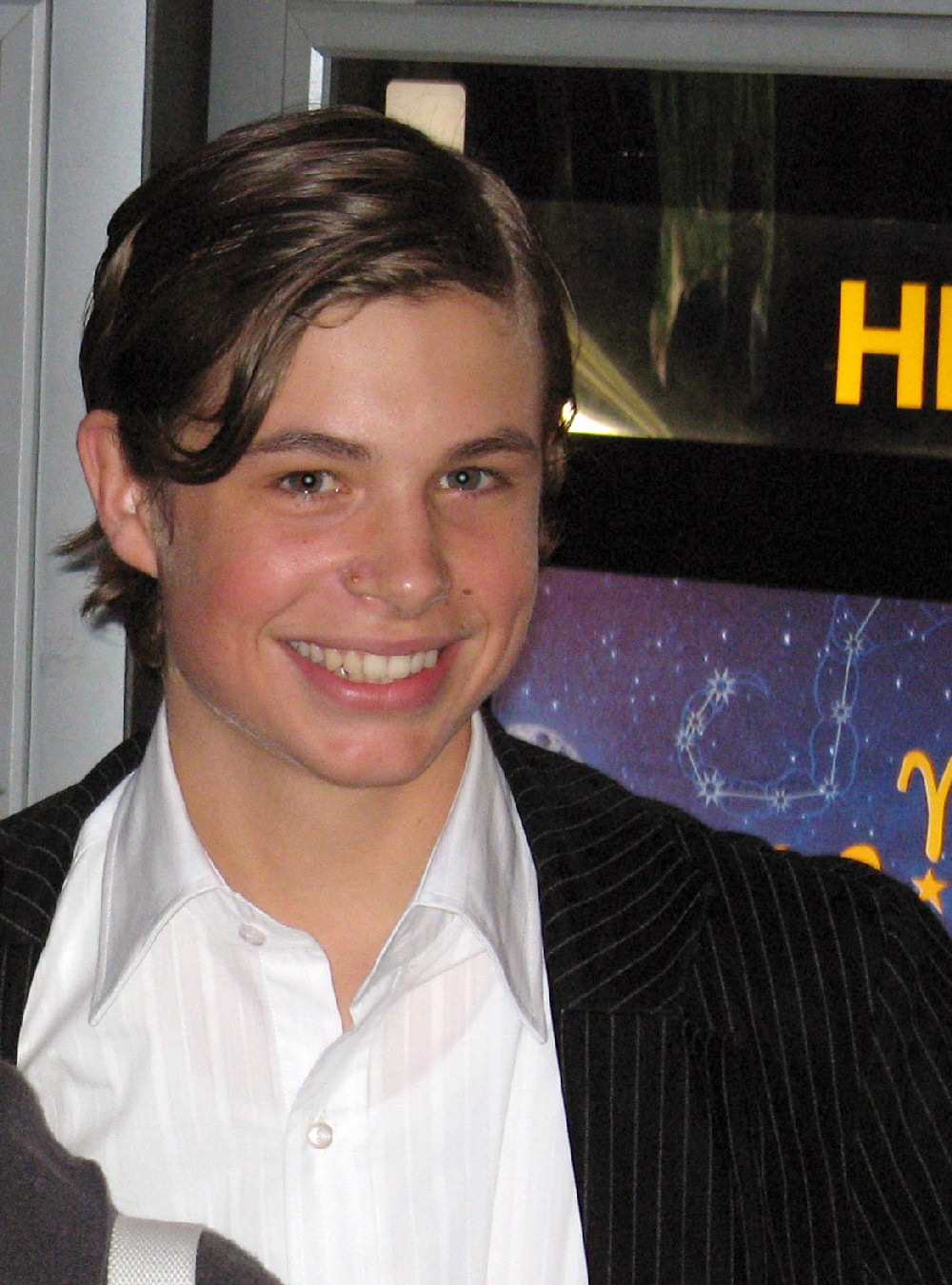
Emil Reinke spielt Nils Schneider

Nils Schneider ist der Bruder von Lena. Er ist eher zurückhaltend und beteiligt sich nicht an den Streitigkeiten, die im Hause Schneider-Öztürk herrschen. Als er von seinem überdurchschnittlichen Intelligenzquotienten erfährt, bekommt er ein Stipendium an einer Schule für Hochbegabte in der Schweiz. Als er zur Hochzeit von Metin und Doris aus der Schweiz zu Besuch kommt, versteht er sich gleich gut mit seinem Vater Markus, der die Hochzeitszeremonie durchführt.

### Nebenfiguren
Ulla Jamuschke  (Susanne Kirschnick)
Ulla ist eine evangelische Pfarrerstochter und selbst sehr religiös. Ulla ist oft sehr schusselig. Sie ist sehr einfühlsam und legt größeren Wert auf innere Werte als auf Äußerlichkeiten, sodass sie meist abgetragene Klamotten und eine Hornbrille trägt und so nicht dem derzeitigen Schönheitsideal entspricht. In Cems Nähe allerdings versucht sie, mädchenhafter und aus ihrer Sicht verführerischer zu wirken, indem sie zum Beispiel ihre Brille absetzt und ihren Pferdeschwanz aufmacht. Cem verliebt sich in Ulla, und sie kommen zusammen. Nach einer kurzzeitigen Trennung, an der Lena nicht ganz unschuldig ist, beginnen sie noch einmal von vorn. Zwischen der zweiten und dritten Staffel trennen sich Cem und Ulla allerdings aus einem unbekannten Grund und Ulla wird nicht mehr erwähnt.
Markus Lemke  (Andreas Hofer)
Markus Lemke ist der Vater von Lena und Nils und war früher mit Doris zusammen, durch Doris Männertrauma allerdings nicht verheiratet. Er „wohnt im Dschungel, am Amazonas“. Als Lena drei Jahre alt und Doris mit Nils hochschwanger war, verlässt Doris Markus mit Lena. Als Markus erfährt, dass Doris wieder heiraten wird, kommt er nach Deutschland und „verdreht Doris mächtig den Kopf“, kann Doris’ Hochzeit mit Metin aber nicht verhindern. Lena hingegen hat anfangs Probleme mit ihrem Vater; nach einiger Zeit verstehen sie sich sehr gut und Lena hat sogar vor, ihren Vater nach Südamerika zu begleiten. Nachdem Markus Doris und Metin nach schamanischer Art getraut hat, geht er zurück nach Südamerika, hält aber in Staffel 3 noch Videokontakt mit Lena.
Ching  (Dung Tien Thi Phuong)
Ching ist vietnamesischer Herkunft und wird als zickig und oberflächlich dargestellt. Cem ist anfangs in Ching verliebt, die ihn allerdings abblitzen lässt, da sein Machogehabe sie nervt und sie romantischer veranlagt ist. Später kommt Ching dann mit Axel zusammen, danach mit dem gehörlosen Murat, bei dem sie im direkten Konkurrenzkampf mit Yağmur steht. Letztendlich kommt sie noch einmal auf Lenas Geburtstagsparty vor, wo sie mit Murat rumknutscht und um ein Kondom bittet.
Ümet Öztürk  (Lilay Huser)
Ümet ist die Mutter von Metin und damit Großmutter von Cem und Yağmur. Ümet ist bei ihrem Besuch nicht sehr begeistert, dass Yağmur mit einem Griechen zusammen ist. Ümet schimpft häufig und hat des Öfteren etwas zu nörgeln, so auch an der Beziehung ihres Sohnes zu einer deutschen Frau, da sie Doris für zu emanzipiert hält. Selbst fährt sie aber heimlich Auto und spielt Videospiele. Später beteiligt sie sich an den kriminellen Geschäften von Cem und Costa. Als Metin dies erfährt, wirft er seine Mutter hinaus; diese hatte aber sowieso vor, freiwillig zu gehen, weil sie sich von ihrem Sohn verraten fühlt.

## Besetzung

### Hauptbesetzung
| Schauspieler        | Rollenname                                | Folgen                                    | Staffel | Bemerkungen |
| ------------------- | ----------------------------------------- | ----------------------------------------- | ------- | --- |
| Josefine Preuß      | Helena Claudette „Lena“/„Gurke“ Schneider | 1–52                                      | 1–3     | Enkelin von Hermi; Stiefenkelin von Ümet; Tochter von Doris und Markus; Stieftochter von Metin; Schwester von Nils; Stiefschwester von Cem und Yağmur; Nichte von Diana; Mutter des Kindes von ihr und Cem; Freundin von Cem; Ex-Freundin von Axel; beste Freundin von Kathi; hält in Staffel 1–2 Videokontakt mit Kathi, in Staffel 3 mit Markus (Voiceover) |
| Anna Stieblich      | Dr. Doris „Dodo“ Schneider                | 1–52                                      | 1–3     | Psychologin Tochter von Hermi; Schwiegertochter von Ümet; Schwester von Diana; Mutter von Lena und Nils; Stiefmutter von Cem und Yağmur; Ehefrau von Metin; Ex-Freundin von Markus |
| Adnan Maral         | Metin Öztürk                              | 1–52                                      | 1–3     | Kriminalkommissar Sohn von Ümet; Schwiegersohn von Hermi; Vater von Cem und Yağmur; Stiefvater von Lena und Nils; Witwer von Melek; Ehemann von Doris |
| Elyas M’Barek       | Cemil „Cem“ Öztürk                        | 1–52                                      | 1–3     | Enkel von Ümet; Stiefenkel von Hermi; Sohn von Metin und Melek; Stiefsohn von Doris; Bruder von Yağmur; Stiefbruder von Lena und Nils; Vater des Kindes von ihm und Lena; Freund von Lena; Ex-Freund von Ching und Ulla; bester Freund von Costa macht eine Ausbildung bei der Polizei                                                                        |
| Pegah Ferydoni      | Yağmur Öztürk                             | 1–52                                      | 1–3     | Enkelin von Ümet; Stiefenkelin von Hermi; Tochter von Metin und Melek; Stieftochter von Doris; Schwester von Cem; Stiefschwester von Lena und Nils; Verlobte von Costa Arbeitet in Costas Modeunternehmen und als Dolmetscherin für den Bundestag |
| Emil Reinke         | Nils „Nille“ Schneider                    | 1–16, 36                                  | 1–2     | Enkel von Hermi; Stiefenkel von Ümet; Sohn von Doris und Markus; Stiefsohn von Metin; Bruder von Lena; Stiefbruder von Cem und Yağmur; Neffe von Diana geht auf ein Eliteinternat für Hochbegabte |
| Arnel Tači          | Costa Papavassilou                        | 1–2, 4–6, 8–11, 13, 15–18, 20–52          | 1–3     | Hauptcast ab Staffel 2 Bruder von Dimitri und Giorgo; Verlobter von Yağmur; bester Freund von Cem Betreiber eines Modeunternehmens, vorher einer Kneipe |
| Axel Schreiber      | Axel Mende                                | 4–17, 24, 36                              | 1–2     | Ex-Freund von Lena und Ching geht zu seiner Tante nach Australien |
| Carl Heinz Choynski | Hans-Hermann „Hermi“ Schneider †          | 11–21, 23–27, 29, 31–32, 36–38, 40, 42–51 | 1–3     | Ehemaliger Besitzer einer Knopffabrik. Vater von Doris und Diana; Schwiegervater von Metin; Großvater von Lena und Nils; Stiefgroßvater von Cem und Yağmur; Freund von Esther stirbt an den Folgen eines Herzinfarktes |
| Katharina Kaali     | Diana „Didi“ Schneider                    | 15–38, 41–46, 49–52                       | 2–3     | Englisch- und Mathematiklehrerin Tochter von Hermi; Schwester von Doris; Tante und Taufpatin von Lena und Nils |
| Cristina do Rego    | Katharina „Kathi“ Kuhn                    | 37–52                                     | 3       | beste Freundin von Lena macht eine Ausbildung zur Journalistin |

### Nebenbesetzung
| Schauspieler         | Rollenname             | Folgen                       | Staffel | Bemerkungen |
| -------------------- | ---------------------- | ---------------------------- | ------- | --- |
| Dung Tien Thi Phuong | Ching                  | 2, 6–7, 9, 11–12, 26, 29, 33 | 1–2     | Freundin von Murat; Ex-Freundin von Axel und Cem                                                                                        |
| Türkiz Talay         | Frau Sismanoglu        | 2, 6–7                       | 1       | Gebetslehrerin von Yağmur |
| Nursel Köse          | Gülcan Süleman         | 21–22, 26–27                 | 2       | Hochzeitsplanerin, vormals Prostituierte                                                                                                |
| Sinan Akdeniz        | Murat                  | 25–26, 33                    | 2       | Freund von Ching |
| Susanne Kirschnick   | Ulla Jamuschke         | 27–36                        | 2       | Ex-Freundin von Cem |
| Andreas Hofer        | Markus Lemke           | 28–36                        | 2       | Forscher Vater von Lena und Nils; Ex-Freund von Doris geht zurück in den Dschungel                                                      |
| Julian Sengelmann    | Mark Schönfelder       | 39–42, 48–49                 | 3       | Polizist in Lena verliebt |
| Bärbel Schleker      | Henriette „Jette“ Zink | 39, 41, 43–49, 51            | 3       | Ehemalige Chefredakteurin der „InBeTwen“ geht aufgrund eines Burnouts nach Tibet                                                        |
| Lilay Huser          | Ümet Öztürk            | 43–47                        | 3       | Mutter von Metin; Schwiegermutter von Doris; Großmutter von Cem und Yağmur; Stiefgroßmutter von Lena und Nils geht zurück in die Türkei |
| Us Conradi           | Esther Rosenstein      | 46–51                        | 3       | Freundin von Hermi |
| Annette Strasser     | Susanne                | 46–50                        | 3       | Altenpflegerin |

## Ausstrahlung und Quoten
Die erste Folge der Serie erreichte 2,54 Millionen Zuschauer und hatte damit zum Einstand einen Marktanteil von 10,1 Prozent. Diese Quote lag unter den Erwartungen der ARD. Die Verantwortlichen hatten ursprünglich auf einen Erfolg wie bei Nicht von schlechten Eltern und Berlin, Berlin gehofft. Da dies aber nicht der Fall war, wurde zunächst keine Fortsetzung der Serie beschlossen. Aus diesem Grund startete am 6. April 2006 eine Unterschriftenaktion, von der sich die Initiatoren ähnlichen Erfolg wie bei der ProSieben-Serie Stromberg erhofften.
Am 12. Mai 2006 ließ die ARD, die eine Verlängerung der Serie zunächst nicht vorgesehen hatte, verlauten: „Allerdings sind die Reaktionen zu dieser Serie überwältigend positiv und die bisherige Resonanz unserer Zuschauer bestärkt uns darin, ‚Türkisch für Anfänger‘ im Programm zu halten und mehr als nur die bisher produzierte erste Staffel mit zwölf Folgen auszustrahlen (…) Am 26. Juni begannen die Dreharbeiten zu 24 weiteren Folgen in Berlin, die voraussichtlich bis Mitte Dezember 2006 dauern.“
Nachdem die erste Staffel wiederholt wurde, erreichte die am 27. März 2007 ausgestrahlte erste Folge der zweiten Staffel einen Marktanteil von 8,1 Prozent und wurde von 1,64 Millionen Zuschauern gesehen. In der werberelevanten Zielgruppe wurde ein Marktanteil von 9,5 Prozent erzielt. Die letzte Folge der Staffel am 9. Mai 2007 verfolgten insgesamt 1,38 Millionen Zuschauer (6,3 Prozent Marktanteil), in der Gruppe der 14- bis 49-Jährigen waren es 670.000 Zuschauer (8,4 Prozent Marktanteil).
Am 22. Juni 2007 wurde eine dritte Staffel angekündigt.

## Hintergründe

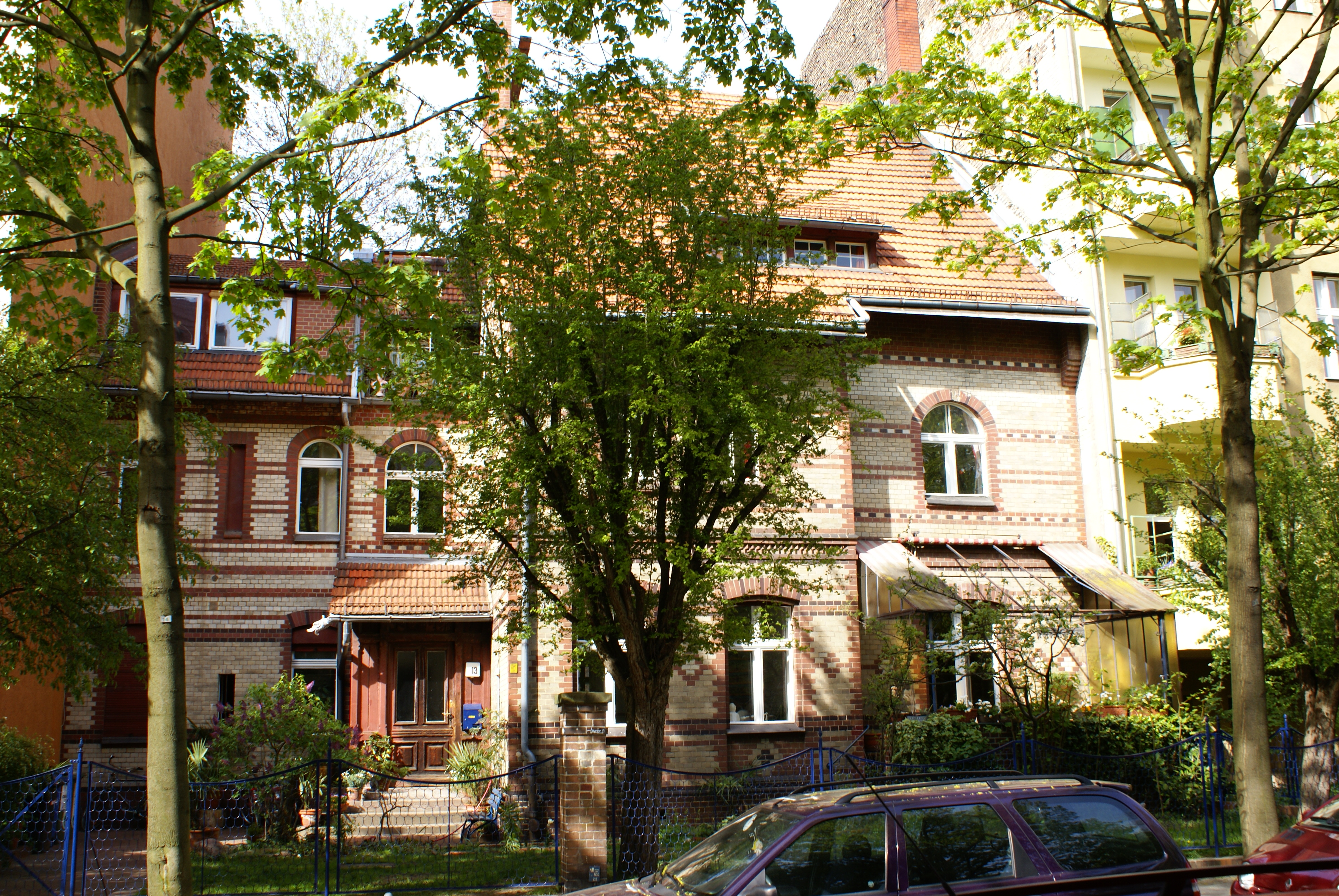
Haus der Familie Öztürk-Schneider

Der Autor der Serie, Bora Dagtekin, ist selbst in einem deutsch-türkischen Elternhaus (mit türkischem Vater und deutscher Mutter) aufgewachsen, wodurch beim Schreiben der Drehbücher nach eigenen Angaben auch persönliche Familienerfahrungen – in das Komische überzeichnet – mit eingegangen sind. Einzelne Serienfolgen schrieben – häufig türkischstämmige – Gastautoren.
Das Haus, an dem die Außenaufnahmen der Serie gedreht wurden, befindet sich in Berlin-Friedenau in der Niedstraße 13 und gehörte Günter Grass, der von 1963 bis 1996 hier lebte. Leicht schräg gegenüber dem Haus befindet sich ein Spielplatz, auf dem vermehrt Szenen gedreht wurden.
Die Innenaufnahmen wurden in einer eigens für diese Serie angemieteten Halle in der Volkmarstraße in Berlin-Tempelhof durchgeführt. In dieser Halle wurde das Innere des Hauses gebaut. In der Halle wurden zudem alle nach außen führenden Bereiche (Haustür, Küchenbalkon, Türe zum hinteren Garten) so nachgebaut, dass man sie in der Halle auch als „Außenmotiv“ bespielen konnte. Ansonsten stimmt außer dem Grundriss des Eingangsbereichs die Einrichtung und der Grundriss des Schneider-Öztürk Hauses nicht mit dem realen Grundriss des Hauses in der Niedstraße überein. Alles wurde nach filmischen Gesichtspunkten neu gestaltet und orientierte sich nur mit den Fenstern und Türen an dem Originalhaus.
Die Schule, in die Lena, Nils, Cem, Yağmur und Costa gehen, ist die Poelchau-Oberschule in Berlin.

## Pressestimmen
Zum Start der Vorabendserie herrschte ungewöhnliche Einigkeit in den Feuilletons der deutschen Tagespresse. Peer Schader von der Frankfurter Allgemeinen Zeitung zum Beispiel schrieb von der „besten ARD-Serie seit langem“. Als „Keck, witzig, politisch unkorrekt“ bezeichnete sie Die Welt. Dass Türkisch für Anfänger zudem „eine ganze Menge zum Nachdenken“ biete, befand Der Tagesspiegel, und die Süddeutsche Zeitung stellte heraus, dass „selten (…) das, was multikulturelle Gesellschaft ironischerweise bedeuten kann, so gut stilisiert worden (ist) für das Fernsehen.“ Martin U. Müller hält in der taz auch die Ideen zur zweiten Staffel für gelungen und spricht von einer „geistreichen, aufwändigen und wortwitzigen“ Produktion.
Auch international fand die Serie Beachtung und wird positiv gewürdigt: Für die französische Libération war sie das Fernsehereignis des Jahres. Auch in der Türkei sorgte die Serie für ein großes Medieninteresse. Die Serie war die Grundlage einer Studie über die Darstellung von deutschen und türkischen Stereotypen an der Universität Erfurt.

## Auszeichnungen

### Auszeichnungen
- 2006: Goldene Nymphe auf dem „Festival de Télévision de Monte-Carlo“, Philip Voges und Alban Rehnitz gewinnen den „Best European Producer Award“ in der Kategorie Comedy
- 2006: Prix Italia, Türkisch für Anfänger gewinnt den Preis der „Best Drama-Serie or Serial“
- 2006: Deutscher Fernsehpreis, Beste Serie
- 2006: Cinéma Tout Ecran, Genf „Reflet d’Or CINEMA TOUT ECRAN“ für die beste Serie
- 2007: Adolf-Grimme-Preis in der Kategorie Unterhaltung[11]
- 2007: Deutscher Civis-Fernsehpreis in der Kategorie Unterhaltung
- 2008: Rockie Award beim Banff World Television Festival in Kanada in der Kategorie Telenovela & Serial Programs
- 2009: Festival de Télévision de Monte-Carlo, Beste europäische Produzenten einer Comedy-Serie.

### Nominierungen
- 2006: Rose d’Or Nominierung in den Kategorien Sitcom und Social Awareness
- 2006: Goldene Nymphe Festival de Télévision de Monte-Carlo, Nominierung in der Kategorie Best Comedy Series, Outstanding Producer und Outstanding Actor/Actress
- 2006: Deutscher Fernsehpreis, Nominierung in der Kategorie Beste Serie/Beste Schauspieler Serie
- 2006: Prix Europa
- 2007: Adolf-Grimme-Preis in der Kategorie Unterhaltung und Spezial
- 2007: Rose d’Or Nominierung in den Kategorien Sitcom und Social Awareness
- 2009: International Emmy Awards in der Kategorie Bestes Comedy-Programm

## Veröffentlichungen

### DVD
Eine DVD-Box (zwei DVDs) mit allen Folgen der ersten Staffel ist am 27. März 2006 erschienen. Diese enthält außerdem etwa 20 Minuten Zusatzmaterial, unter anderem einen Audiokommentar zu den Folgen 3, 8 und 12 und einige ausgelassene Szenen. Zwei weitere DVD-Boxen mit jeweils 12 Folgen der zweiten Staffel erschienen am 16. April 2007 bzw. am 14. Mai 2007, jeweils kurz nach der TV-Ausstrahlung der jeweiligen Folgen. Zum Bonusmaterial zählen unter anderem Audiokommentare zu den Folgen 16, 26, 30 und 32 sowie Deleted Scenes, Outtakes, Making of und Interviews. Eine gemeinsame DVD-Box der Staffel 1 und 2 ist seit November 2007 erhältlich. Eine DVD-Box zur 3. Staffel (Folge 37–52) ist im Dezember 2008, kurz nach Ausstrahlung der letzten Folge, erschienen. Darauf sind abermals Audiokommentare zu den Folgen 43, 49 und 52 sowie ein Making-of und diverse Outtakes zu sehen.
Am 6. November 2009 erschien die Türkisch für Anfänger Komplett Box (Staffel 1, 2 und 3). Diese enthält alle 52 Folgen, das entspricht 1286 Minuten und 264 Minuten Bonusmaterial.

### Soundtrack
Am 30. März 2007 ist im EMI Music Label der Soundtrack zur Serie erschienen. Die CD enthält 21 Titel von verschiedenen Musikern, die wichtigsten Songs der Serie sind auf der Platte vertreten. Das Titellied zur Serie – „Gegen den Rest“, beigesteuert von Karpatenhund – ist ebenfalls auf der CD.

### Bücher
Zu der Fernsehserie erschienen bisher vier Bücher von Claudia Kühn:
- Türkisch für Anfänger 01 – Meine verrückte Familie (März 2007)
- Türkisch für Anfänger 02 – Verwirrung hoch sechs (März 2007)
- Türkisch für Anfänger 03 – Durchdrehen garantiert (November 2008)
- Türkisch für Anfänger 04 – Der ganz normale Wahnsinn (Oktober 2008)

## Parallelen zu Doctor’s Diary
Türkisch für Anfänger enthält einige Überschneidungen mit und Anspielungen auf die RTL-Serie Doctor’s Diary, die ebenfalls aus Bora Dagtekins Feder stammt: Im Serienfinale von Türkisch für Anfänger sucht Doris einen Gynäkologen auf. Dieser wird von Kai Schumann verkörpert, der bei Doctor’s Diary ebenfalls einen Gynäkologen spielt. In der Arztserie spielt Anna Stieblich eine Patientin von selbigem Gynäkologen, die sich wie Doris in der Serie Türkisch für Anfänger anhören muss, dass sie keine Kinder bekommen kann. Eine weitere Anspielung zeigt sich, als Gretchen aus Doctor’s Diary an ihre Vergangenheit denkt und dort ihre Lehrerin Frau Schneider, gespielt von Katharina Kaali trifft. Kaali spielt bei Türkisch für Anfänger die Rolle der Lehrerin Diana Schneider.

## Kinofilm
Im September 2010 teilte Josefine Preuß der Bild-Zeitung mit, dass ein Kinofilm vorbereitet werde: „Es steckt derzeit alles in der Vorbereitung.“ In einem weiteren Interview sagte Bora Dagtekin im Januar 2011, dass am Drehbuch gearbeitet werde.
Zwischen dem 5. April und dem 7. Juni 2011 fanden unter anderem in Berlin, München und Thailand mit allen Hauptdarstellern der Fernsehserie die Dreharbeiten zu Türkisch für Anfänger statt. Der Film, der ein Reboot der Serie darstellt, kam am 15. März 2012 in die Kinos.